# Тимочки партизански одред
Тимочки партизански одред је био партизанска јединица у саставу Народноослободилачке војске и партизанских одреда Југославије током Другог светског рата у Србији.

## Историјат
Фомииран је на планини Тупижници маја 1942. преименовањем Књажевачко-бољевачког НОПО, јачине око 60 људи. Дејствовао је углавном на подручју Књажевца, Бољевца и Зајечара, и ка Неготинској крајини. Изводио је диверзантске акције на комуникацијама, разоружавао мање непријатељске посаде, спаљивао општинске архиве и политички деловао у народу. До половине 1942. разоружао је четничке јединице и спалио општинске архиве у селима Бучју, Влашком Пољу, Васиљу, Ласовуи др.; у јуну је у селу Илином (код Бољевца) разоружао већу групу четника, а код железничке станице Обрадове Столице порушио пругу Параћин—Зајечар. На железничкој станици Суваји, 15. јуна 1942. зауставио је воз и у њему разоружао 27 окупаторска и квислиншких војника, уништио воз и порушио железничку пругу. У другој половини 1942. оријентисао се, углавном, на спречавање окупатора да реквирира жетву, извршио неколико акција на станице Српске државне страже и наставио диверзантске акције на железничкој прузи Параћин—Зајечар. Са почетком тзв. Аћимовићеве офанзиве, да би избегао силину њеног удара, Одред се, 12. јуна 1942, дели у три мање чете: Бољевачку, Тимочку и Крајинску, са перспективом да свака прерасте у посебан одред. Тиме је била створена база за дизање народа Тимочке крајине на општи устанак. Крајинска чета пребачена је у северни део зајечарског округа где је 12. августа 1942. у атару села Рготина преименована у Крајински НОПО. Подручје њеног дејства био је Зајечар—Доњи Милановац, са ослонцем на гребен планине Дели Јован.
Бољевачка чета је после окршаја на планини Тупижници, делом ушла у састав Тимочке чете, а делом прешла на јужни Кучај и у атарима села Криви Вир и Јабланица остала до априла 1943. Тимочка чета је остала у заплави Белог Тимока где је прво ојачана делом Бољевачке чете, а 28. октобра 1942. прихватила и остатке Сврљишког и Озренског НОПО. Тада је формиран Тимочки одред који је дејствовао прво на територији нишког округа, а затим се вратио на подручје Књажевца. Стално гоњен немачким и квислиншким потерним одредима, Тимочки одред је у зиму 1942/43. бројчано знатно смањен. Од Тимочког и Крајинског НОПО и једне чете 1. јужноморавског НОПО у чијем су саставу били остаци Озренског НОПО, формиран је 15. јуна 1943. код Кривог Вира Тимочки батаљон НОВЈ, прва регуларна јединица Народноослободилачке војске Југославије источне Србије; 8. октобра 1943. формиран је и 2. тимочки батаљон који је са 1. батаљоном образовао Зајечарски НОП одред Миленко Брковић Црни. У овом одреду формиран је 20. јануара 1944. и 3. тимочки батаљон. Од Зајечарског НОПО и Нишког (Озренског) батаљона формирана је 11. марта 1944. Озренска бригада, која је 7. маја 1944. преименована у 9. српску бригаду. Издвајањем дела снага, 24. јула 1944. из састава 9. српске бригаде, формиран је Тимочки партизански батаљон, познат и као Тимочки НОПО који је, 28. августа 1944, заједно са Бољевачким батаљоном прерастао у 20. српску НО бригаду.